# Пол Беннон
Пол Ентоні Беннон (англ. Paul Anthony Bannon; нар. 15 листопада 1956, Дублін, Ірландія — пом. 15 листопада 2016) — ірландський футболіст, центральний нападник, в останні роки кар'єри виступав на позиції центрального захисника в Лізі Ірландії. Виступав в Англії, Уельсі, Нідерланди, Греції та Ірландії, зігравши понад 200 матчів.

## Ранні роки
Народився в Дубліні, син Типперері, старшого міжрайонного герлінгіста, триразового володаря титулу чемпіону Ірландії з герлінга, Шеймуса Беннона.

## Кар'єра гравця

### «Корбі Таун»
Беннон розпочав свою кар'єру в «Ноттінгем Форест», постійно забиваючи за резервний склад клубу, але жодного разу не виступав за першу команду. Незважаючи на запрошення для перегляду в «Суонсі Сіті», в липні 1977 року Беннон приєднався до Південного футбольної ліги «Корбі Таун», дебютувавши за нову команду в першому раунді нічийного (1:1) кубкового поєдинку проти «Бедфорд Таун». Однак йому не вдалося взяти участь у матчі-відповіді вище вказаного раунду, оскільки клуб спочатку відсторонив його на два тижні, а згодом й оштрафований на тижневу заробітну плату, оскільки не з'явився на матч чемпіонату проти «Бертон Альбіон». Відзначився 11-ма голами у 28-ми матчах сезону, але після сварки з головним тренером Джоном Луханом у квітні 1978 року залишився без клубу. Згодом Лухан заявив: «Роздумуючи, це, мабуть, найкраще, що я коли-небудь зробив для нього […] Він був сприйнятливий до будь-якого поганого впливу в місті, і деякі так звані друзі не допомагали. Вони постійно намагалися звести його зі шляху». Згодом Джон надішле Беннону привітальну телеграму з нагоди повернення до Футбольної ліги в 1979 році.

### Футбольна ліга
Після звільнення Беннон недовго грав у гельський футбол, але незабаром повернувся до асоціації з валлійським клубом «Амманфорд Таун». Його вражаюча форма у перші місяці сезону 1978/79 років, забив 16 м'ячів до жовтня, привернула до нього увагу «Бридженд Таун». Він знову продовжив забивати, і в лютому 1979 року приєднався до команди Третього дивізіону футбольної ліги «Карлайл Юнайтед» за відступні в розмірі 8 500 фунтів. Провів у команді чотири роки, дебютував за «Карлайл» у лютому 1979 року в програному (1:2) поєдинку проти «Бері», а в сезоні 1981/82 років виграв з клубом Другий дивізіон. В останній рік виступів за «Карлайл», провів нетривалий період часу в «Дарлінгтоні», за який у 1983 році в чемпіонаті провів 2 поєдинки.
У 1983 році приєднався до «Бристоль Роверз» і відзначився двозначною кількістю голів у своєму першому сезоні на стадіоні «Іствілл», у тому числі й голом у переможному фінальному Кубка команди кубку Глостершира 1984 року проти принципового суперника «Бристоль Сіті». У наступному сезоні Беннон провів короткі періоди в оренді в «Кардіфф Сіті» (4 матчі) та «Плімут Аргайл», де в листопаді двічі вийшов на заміну в матчах проти «Віган Атлетік» та «Волсолл», при цьому голами не відзначався.

### Греція
Виступав за «НАК Бреда» в Нідерландах. У сезоні 1987/88 років виступав за ПАОК в Альфа Етнікі. У 20 матчах чемпіонату відзначився 9-ма голами, у тому числі й хет-триком 14 лютого у воротах «Левадіакоса», завдяки чому став найкращим бомбардиром клубу. По завершенні сезону перейшов до чемпіона Греції «Лариси». Їх перша участь в Кубку європейських чемпіонів незабаром закінчилася. У першому раунді Кубку європейських чемпіонів 1988/89 вони зіграли внічию проти швейцарського «Ксамакса». «Лариса» обіграли швейцарців з рахунком 2 1 у першому матчі, але поступилися з рахунком 1:2 у матчі-відповіді. Матч перейшов у серію післяматчевих пенальті, й грецький клуб поступився з рахунком 0:3, а Беннон не реалізував другий удар. Пол завершив сезон чемпіонату з трьома голами в 11-ти матчах, після чого повернувся до Ірландії.

### Ірландія
У Лізі Ірландії дебютував за «Корк Сіті» 3 вересня 1989 року в поєдинку 1-го туру сезону 1989/90 років проти «Дроеда Юнайтед». Підписаний як центральний нападник, Беннон перейшов до центру захисту через проблему з великою кількістю травмованих захисників у «Коркі», виступав на вище вказаній позиції, 5 листопада 1989 року коли відзначився голом у матчі першої ліги проти «Дандолка» на Оріель Парк. Колишній гравець і менеджер «Корка» Дейв Беррі включив Пола на позицію захисника до своєї Збірної 11-ти найкращих гравців «Корк Сіті» всіх часів, яку він склав 2004 року.
Беннон грав у першій жврокубковій грі «Корка», проти московського «Торпедо» у Кубку володарів кубків 1989/90. Незважаючи на вірус, грав як єдиний нападник і мав єдині два моменти «Корка» — один удар головою над поперечиною, а також один сейв воротаря команди-суперниці — в Москві ірландці програли з рахунком 0:5. Також двічі грав проти мюнхенської «Баварії» в Кубку УЄФА 1991/92. Загалом у єврокубках провів 4 поєдинки.
Відзначився єдиним голом у півфіналі кубку Ірландії 1992 року проти «Сент-Патрікс Атлетік», завдяки чому його команда вийшла до фіналу, де з рахунком 0:1 поступилася «Богеміан». У своїй останній грі за «Корк» відзначився переможним голом, допоміг виграти Прем'єр-дивізіон Ліги Ірландії 1992/93 років на RDS Arena.
Закінчив кар'єру гравця у «Ков Рамблерс», а потім допомогав Міку Конрою по роботі в молодіжній академії «Корку». Серед його відомих вихованців — гравці збірної Ірландії Колін Гілі, Деміен Ділейні та Ліам Міллер.
Пропрацював 17 років у ФАІ. Помер 15 лютого 2016 року.

## Досягнення
Бристоль Роверз
- Кубок Глостершира
  -  Володар (1): 1984[7]

«Корк Сіті»
- Прем'єр-дивізіон Ліги Ірландії
  -  Чемпіон (1): 1992/93[16]